# École nationale supérieure d'électronique, d'hydraulique, de mathématiques appliquées et de génie physique de Grenoble
L'École nationale supérieure d'électronique, d'hydraulique, de mathématiques appliquées et de génie physique de Grenoble est une école d'ingénieurs aujourd'hui disparue.
Ce fut au départ l'« Institut polytechnique de Grenoble », un institut interne à la faculté des sciences de Grenoble créé en 1921 à partir de l'«Institut d'électrotechnique de Grenoble». Il est devenu l'« École nationale supérieure d'électrotechnique et d'hydraulique de Grenoble » en 1948 puis l'« École nationale supérieure d'électrotechnique, d'hydraulique et de radio-électricité de Grenoble » en 1954, puis l'« École nationale supérieure d'électrotechnique, d'hydraulique, de mathématiques appliquées et génie physique de Grenoble» en 1968. Celle-ci a été intégrée à l'Institut polytechnique de Grenoble en 1970 puis divisée en plusieurs écoles :
- École nationale supérieure d'informatique et de mathématiques appliquées de Grenoble
- École nationale supérieure d'hydraulique et de mécanique de Grenoble
- École nationale supérieure d'ingénieurs électriciens de Grenoble